# Do (Stolac)
Pour les articles homonymes, voir Do.
Do (en serbe cyrillique : До) est un village de Bosnie-Herzégovine. Il est situé dans la municipalité de Stolac, dans le canton d'Herzégovine-Neretva et dans la fédération de Bosnie-et-Herzégovine. Selon les premiers résultats du recensement bosnien de 2013, il abrite une population inférieure ou égale à 10 habitants.
Avant la guerre de Bosnie-Herzégovine, le village faisait entièrement partie de la municipalité de Stolac ; après la guerre, son territoire a été partiellement rattaché à la municipalité de Berkovići, nouvellement créée et intégrée à la république serbe de Bosnie.

## Géographie
Le village est situé sur les rives de la Bregava.

## Démographie

### Évolution historique de la population dans la localité
| 1948 | 1953 | 1961 | 1971 | 1981 | 1991 | 2013 |
| ---- | ---- | ---- | ---- | ---- | ---- | ---- |
| -    | -    | 120  | 93   | 70   | 57   | ≤ 10 |

|  |

### Répartition de la population par nationalités (1991)
En 1991, les 57 habitants du village étaient tous serbes.